# Дубрава-1
Дубрава-1 (рос. Дубрава-1) — селище в Великолуцькому районі Псковської області Російської Федерації.
Населення становить 999 осіб. Входить до складу муніципального утворення Личьовська волость.

## Історія
Від 2014 року входить до складу муніципального утворення Личьовська волость.

## Населення
| 2001 | 2002 | 2010 |
| ---- | ---- | ---- |
| 919  | ↘812 | ↗999 |